# Charles Backford
Charles Backford (nacido en Harare en 1974) es un escultor zimbabuense, conocido por sus tallas en piedra.

## Biografía
Nació en la capital Harare, donde recibió su formación primaria y secundaria. Charles Backford comenzó su carrera trabajando en el estudio de Tapfuma Gutsa. También ha trabajado con otros artistas como Eddie Masaya, Garrison Machinjili, Dominic Benhura y Gerald Takawira. 
Sus esculturas están representadas en colecciones a nivel internacional.